# Mitromorpha popeae
Mitromorpha popeae é uma espécie de gastrópode do gênero Mitromorpha, pertencente a família Mitromorphidae.